# Jánosi János (esztéta)
Jánosi János (románul: Ion Ianoşi; Brassó, 1928. május 1. – 2016. július 1.) erdélyi esztéta, irodalomtörténész. Látó Anna fia.

## Életútja
Szülővárosában érettségizett (1947), a Bolyai Tudományegyetemen filozófiai, francia, magyar nyelvi és irodalmi tanulmányokat folytatott, (1949), majd Leningrádban tanult, ahol elnyerte az esztétikai tudományok doktora címet (1954). Hazatérve instruktor az RKP Központi Bizottsága mellett, a bukaresti Színművészeti Intézet adjunktusa, majd az esztétika előadótanára a bukaresti egyetemen, 1968-tól egyetemi tanár. Az 1990-es évek elején előadásokat tartott a kolozsvári Babeș–Bolyai Tudományegyetem magyar szakos hallgatóinak.

## Munkássága
Két nyelven ír, mind a román, mind a magyar irodalom értékeit egyetemes világirodalmi összefüggésekben és mércék szerint elemzi. Az Utunk hasábjain esztétikai jegyzetekkel, a marxista humanizmus módszeréről, a  demokrácia és művészet kapcsolatáról szóló írásokkal jelentkezett; az Igaz Szóban megjelent tanulmányai Leonov és a modern regény, Fagyejev esztétikai nézetei és a nyugati realizmus kérdéskörébe világítanak, Thomas Mann és a mitologikus gondolkodás című eszmefuttatása pedig Mann és Goethe közt von párhuzamot és egy harcos humanizmus indítékait fedi fel a József-tetralógiában. A Korunknak az új folyam indulása óta munkatársa, jegyzetet ír a tragikumról (1957), feldolgozza Tolsztoj tárgyilagos történelemszemléletét (1960), Dosztojevszkij hősének lázadását és kudarcát elemzi (1964), a filozófia és művészet testvéri viszonyáról értekezik (1974), Marx "reális humanizmusa" foglalkoztatja (1977).
Irodalomszemléletének körképe román nyelven megjelent műveiben válik teljessé. Kiemelendő Romanul monumental şi secolul XX. c. kötete (1963), melynek első fejezete a Kritikai Kiskönyvtár I. köteteként magyarul is megjelent. Ugyancsak jelentős Romanul unui oraş: Petersburg-Petrograd-Leningrad című városregénye (1972), valamint az Alegerea lui Iona című etikai-filozófiai esszéje (1974), mely külön fejezetet szentel Babits Mihály Jónás könyve című humanista főművének. A Schiţă pentru o estetică posibilă (1975) magyarul is megjelent. Az Umanism – viziunea şi întruchipare című kötet (1978) akadémiai, a Secolul nostru cel de toate zilele (1980) írószövetségi díjat nyert. Művészet és nem-művészet közt húz határvonalat Neartă – artă című munkája (1982).
A népszerű Biblioteca pentru toţi sorozatban antológiákat bocsátott közre Marx, Engels, Lenin (1974–78), Hegel (1979) és Kant (1981) munkáiból válogatott művészi és irodalmi szemelvényeket. Előszóval látta el Madách Imre Az ember tragédiája (1978), Sütő András Három dráma (1979) és Déry Tibor A kiközösítő (1981) című munkáinak román nyelvű kiadását.

## Kötetei
- A regényeposz (Kritikai Kiskönyvtár 1962)
- Tanulmányok (Kritikai Kiskönyvtár 1966)
- Szépség és művészet; románbó fordította Kolozsvári Papp László; Kossuth, Bp., 1978 (Esztétikai kiskönyvtár)
- Opţiuni; Cartea Românească, Bucureşti, 1989
- Idei inoportune. Moralităţi; Cartea Românească, Bucureşti, 1995
- Leben als Überleben. Ein ost-europäisches kulturelles Bekenntnis; Collegium Budapest Institute for Advanced Study, Bp., 1997 (Collegium Budapest Institute for Advanced Study, 39.)